# Vincenzo Nestler
Vincenzo Nestler (Agrigent, 8 de gener de 1912 – Roma, 14 de juliol de 1988) fou un mestre d'escacs italià.
|  |

## Resultats destacats en competició
Nestler va guanyar dos cops el Campionat d'Itàlia, a Florència 1943 (superant en Mario Napolitano), i a Trieste 1954 (després d'un matx de desempat amb en Naldi), i en fou quatre cops subcampió, els anys 1937, 1953, 1956, i 1959 (aquest darrer any, fou primer ex aequo tot i que el títol fou assignat a Vincenzo Castaldi per millor desempat Sonneborn-Berger).
Durant la II Guerra Mundial, en Nestler fou 6è a Múnic 1942 (Europameisterschaft – Campionat d'Europa, Wertungsturnier – Torneig de Classificació, el campió fou Gösta Danielsson). Després de la guerra, empatà als llocs 10è-11è a Viena 1951 (4t Memorial Schlechter, el campió fou Moshe Czerniak).
En Nestler va representar dos cops Itàlia a les olimpíades d'escacs, a la 9a Olimpíada, Dubrovnik 1950 i la 10a Olimpíada, Hèlsinki 1952. També va representar Itàlia en matxs amistosos contra Txecoslovàquia, el 1957 i contra Suïssa, el 1958.

### Partides notables
Julio Sumar - Vincenzo Nestler (Olimpiada de Dubrovnik, 1950)
1.e4 c5 2.Ce2 Cc6 3.g3 d5 4.Ag2 dxe4 5.Axe4 Cf6 6.Ag2 e5 7.d3 Ae6 8.
Cbc3 Ae7 9.O-O Dd7 10.Te1 O-O 11.Ag5 Tad8 12.b3 h6 13.Ac1 Ah3 14.Ah1 Tfe8
15.Ca4 b5 16.Cac3 a6 17.Ab2 c4 18.bxc4 bxc4 19.Dd2 cxd3 20.cxd3 Cb4 21.
Cc1 Cg4 22.Cd1 Ac5 23.Ae4 f5 24.a3 Cc6 25.Ah1 Cd4 26.Ta2 Da7 27.Ce3 Cxf2
28.Dxf2 f4 29.gxf4 exf4 30.Dh4 Ae6 31.Axd4 Axd4 32.Tae2 Axe3+ 33.Rf1 Tf8
34.Af3 Dd7 35.Rg2 Ad5 36.Dh5 Tf5 37.Axd5+ Dxd5+ 38.Df3 Tg5+ 0-1
Vincenzo Nestler - Enrico Paoli (Florència, XVI Campionat italià, 1953)
1.e4 e5 2.Cf3 Cc6 3.Ac4 Ac5 4.b4 Axb4 5.c3 Ae7 6.d4 Ca5 7.Cxe5 Cxc4 8.Cxc4 d5
9.exd5 Dxd5 10.Ce3 Da5 11.O-O Cf6 12.Te1 Ae6 13.c4 c6 14.Ad2 Dc7 15.Df3 Td8 16.Ac3 O-O
17.a4 a5 18.Tc1 Ab4 19.Ab2 De7 20.Cc3 Dd7 21.d5 Ag4 22.Dg3 Ad6 23.Dh4 Ae5 24.h3 Ah5
25.Te1 Ag6 26.Tad1 c5 27.Aa1 b6 28.Cb5 Axa1 29.Txa1 Tfe8 30.f3 Te5 31.Df4 Tde8 32.g4 h5
33.Rf2 hxg4 34.hxg4 Dd8 35.Ta3 Ch7 36.Th1 f6 37.Ca7 Dd7 38.Cc6 Tg5 39.Tb3 Db7 40.Dd6 Af7
41.Txb6 1-0